# 大鹽平八郎
大鹽平八郎（寬政五年正月廿二（1793年3月4日）- 天保八年三月廿七（1837年5月1日）），日本江戶時代後期下級武士、陽明學者、革命家。

## 略歴
出生於今大阪市天满地区，父亲是下级武士，自幼父母双亡，由祖父抚养，14岁开始在大坂町奉行當與力（類似管理民政事務的警察），1816年开私塾，1825年将其取名为“洗心洞”，著有《洗心洞剳記》，1830年從與力退職後潛心於陽明學。
1836年發生天保大饑荒，商人囤積居奇，下層百姓苦不堪言。大鹽平八郎向官府請願救濟人民，但被漠視，於是計畫在1837年春聯合農民、貧民在大阪起義。1837年2月，大盐平八郎售其藏书得款620两，分发给市民和近郊平民，还制造许多武器弹药，发檄文陈述起事缘由。起事前一天被平山助次郎及吉見九部右衛門等告密而臨時發動。2月19日，约300余名起事者开始进攻市区的富家住宅和商店，当日下午不敌町奉行军队，终究事敗，遂與養子大鹽格之助引燃火藥自殺，史稱大鹽平八郎之亂。其死后日本各地发生了许多自称是其馀党的暴动，4月备后农民起事，6月生田万于越后柏崎起事，7月摄津的能势郡、川边郡、丰岛郡农民起事，皆被平定。

## 外部連結
- 大鹽平八郎檄文
- 大鹽之亂資料館